# Мятеж Ваули
Мятеж Ваули, также Восстания в ямальской тундре 1825—1841 годов — вооруженное сопротивление коренных народов ямальской тундры (ненцев) деятельности русских колонистов.

## История мятежа
Ваули (в ненецкой огласовке — Вавлё) Пиеттомин — шаман-разбойник, центральная фигура ненецкого народного восстания 30-х годов XIX века. В феврале 1839 года он, уже имея репутацию разбойника, с группой соумышленников прибыл на стойбище Хасовако Худи. Хасовако встретил Ваули с показным подобострастием, выразил готовность поделиться оленями, пригласил поехать в стадо. Дождавшись, когда Пиеттомин увлекся ловлей оленей, отделяя от стада первую сотню, Хасовако набросился на него с ножом. Одновременно из-за соседних сопок показались созванные на помощь соседи, вооруженные луками и ружьями. Ваули и его спутников связали ремнями, отвезли в Обдорск и передали князю Тайшину.
12 января 1839 года ясачный князь Иван Тайшин из Обдорской волости, где жили самоеды и остяки, составил приговор о том, что Ваули Пиеттомин и Магири Вайтин (Майри Ходакым), самоеды из его волости, вместе с сообщниками уже больше семи лет промышляют грабежами. Тайшин просил обдорского заседателя Соколова передать Вайтина и Пиеттомина высшему правительству, чтобы их отправили на поселение.
Вайтин и Пиеттомин признались Соколову, что они с десятью своими товарищами были принуждены к грабежам бедностью, что грабили только для собственного пропитания остяков и самоедов, но никого не трогали и все ограбленные остались живы.
Губернский суд, приняв к сведению чистосердечное признание и то обстоятельство, что воровали и грабили они лишь для того, чтобы они сами и другие бедные самоеды бывшие с ними не лишились жизни при неудаче в ловле зверя на охоте (из-за отдаленности мест их жительств они не могли посещать Обдорское отделение для получения муки в долг), а также незнание самоедами законов, запрещающих воровство и грабёж и то, что поступки грабителей на протяжении 10 лет с пониманием воспринимались самоедским обществом, которое пожелало только удалить их от себя, определил: дав Вайтину и Пиеттомину в присутствии полиции по 20 ударов плетьми, переселить их в другое место.
Однако Ваули обманул ожидания и русских властей, и даже искушенного в туземных интригах князя Тайшина.
Сургутский отдельный заседатель Ширяев, определивший поначалу Пиеттомина и Вайтина на поселение в отдаленной Пирчинской волости, впоследствии дозволил им остаться в Сургуте и наняться в работники к мещанину Силину. 19 сентября 1839 г. Ширяев уже доносил в Березовский земский суд, что Вайтин и Пиеттомин в ночь на 28 августа бежали, обокрав разных людей, в том числе своего хозяина Силина. Получив известие о том, что Пиеттомина и Вайтина видели в лодке, плывшей к Обдорскому отделению, Березовский земский суд 9 октября предписал обдорскому заседателю их поимку.
Но Ваули не собирался причаливать к Обдорской пристани. Он стал прятаться по разным местам, и продолжил заниматься воровством. Объявившись на Низовой стороне (в надымско-тазовской тундре), он «уверил народ, что начальство назначило его главным старшиною над всеми инородцами Обдорского отделения». Некоторое время спустя он титуловал себя уже «царем низовой стороны».
По всей видимости, Ваули легко усвоил русскую традицию самозванничества и с успехом применил её в тундре. Помимо шаманского дара и физической силы, он превосходно сочетал методы устрашения и милости, проявления жестокости и щедрости. Одному из самоедов по имени Сой, зная, что тот может увлечь за собой своих собратьев, Ваули предложил сначала ласково, а потом и настойчиво присоединиться к нему, а, когда тот не согласился, Ваули жестоко избил его, вышиб ему передние зубы и приказал его убить. Сой был спасен лишь сообщником самого Ваули.
Новоявленный царь низовой стороны сместил двух старшин-самоедов: Падиги «за его бедность», а Содома Ненекина из-за того, что в отмщение за украденную невесту тот убил ребёнка Танута (родственника Ваули). Тогда же Пиеттомин впервые объявил о низложении обдорского князя Тайшина.
Ваули делил награбленное со своими соучастниками. Его банда, разросшаяся до 400 человек, «была составлена большею частью из людей, не имеющих дневного пропитания, привлеченных к нему лестными обещаниями богатой добычи» (на этом скорее всего и основано предубеждение, что Ваули из чувства классового сострадания одаривал бедняков подобно Робину Гуду).
Размах политических расчётов Пиеттомина проявился в его экономической программе. Он распространил слух, что намерен снизить в Березовском крае цены на все товары, привозимые из России, включая отпускаемый из казны хлеб, что инородцы будут приносить в качестве подати одного песца вместо двух. Ваули сообщил в Обдорск, чтобы до его прибытия туда инородцы не вносили ясак, а купцы не торговали. За нарушение своего приказа Ваули грозил расправой. Это требование Пиеттомина породило такие страхи среди обдорских жителей, самоедов и остяков, что многие из них боялись быть убитыми или ограбленными.
Приближалась зимняя ярмарка в Обдорске. Вновь назначенный исправник Скорняков, прибыв туда 1 января, убеждал самоедов и остяков не бояться разбойника и попытаться его задержать, но, вскоре заметил, что инородцы, боясь мести и колдовства Ваули, не осмеливаются отказывать ему в покорности. Тогда из-за недостаточного числа казаков в Обдорске Скорняков призвал к защите от разбойника русских, как приехавших на ярмарку, так и жителей Обдорска.
Ваули с отрядом подошёл к Обдорску. Русские власти были всерьёз обеспокоены перспективой если не быть разгромленными мятежниками, то отсиживаться в осаде вместо проведения ярмарки. Под угрозой оказалась и кампания сбора ясака, приуроченная к тому же сроку и месту. Исправнику Скорнякову предстояло обеспечить не только защиту села, но и скорейшую ликвидацию очага смуты. Скорняков сменил тактику демонстрации силы на «игру в поражение».
Он поручил Обдорскому ясачному князю Тайшину и его сроднику Япте Мурзину, прикнувшись покорными и готовыми исполнять все требования, постараться заманить Ваули в Обдорск. А Нечаевского, жившего в Обдорске мещанина из Березова, убедил под видом торгового агента съездить в те места, где Пиеттомин кочевал со своим отрядом, во-первых, разведать всё о вооружении, предложениях и основных сообщниках Ваули, а во-вторых попытаться уговорить Ваули приехать в Обдорск тем, чтобы его там арестовать, так как у Скорняков не имел никаких возможностей и средств сделать это в тундре, в самом лагере разбойников.
Мещанин Нечаевский, старый знакомый Ваули, отложив поездки по торговым делам, на своих упряжках, с небольшим количеством товара отправился на поиски и нашёл Пиеттомина с его двумястами сообщниками в 150 верстах от Обдорска. Будучи радушно принят, Нечаевский в свою очередь выразил уважение к силе и власти Ваули, зазывал его в Обдорск к себе в гости, обещая его хорошо угостить, налить ему вина и даже пообещал дать ему лучшую из вещей, оставшихся после смерти отца. Кроме того он сумел убедить Пиеттомина, что о нём в Обдорске уже не помнят, и никто не собирается его преследовать.
В это время по тундре прошел слух, что князь Тайшин вне себя от страха перед Ваули, а ближайший советник и родственник князя Япта Мурзин, которому Пиеттомин не раз предлагал занять княжеский стол вместо Тайшина, наконец-то дал согласие (и действительно Япта сделал это по совету исправника Скорнякова). Ваули послал повеление князю Тайшину выехать к нему навстречу. Он явно чувствовал себя победителем.
Группа мятежников вместе с Нечаевским (Нечальским) на 80 нартах направилась к Обдорску. Не доезжая 25 верст до села, Ваули встал лагерем в ожидании князя. Утром 13 января 1841 г. управитель Обдорского края князь Тайшин с десятью старшинами прибыл в лагерь мятежников.
Ваули принялся ругать князя и едва не побил попавшим под руку оленьим рогом (Нечаевский уговорами спас обдорского князя от побоев). Тайшин кланялся в ноги, целовал руки Ваули (то же делали и старшины), обещая платить ему дань и выражая готовность уступить ему обдорское княжение.
Разбушевавшийся Ваули заявил, что он немедленно лишает власти Тайшина. Обдорский князь и его свита поклонились Ваули, клятвенно заверяя выполнить все его требования. Тайшину в сопровождении Нечаевского удалось покинуть лагерь мятежников невредимым.
По следам князя Ваули послал нескольких лазутчиков во главе со знающим русский язык Яминым. Но их рейд не выявил ничего сомнительного. В один из дней середины января 1841 г. Ваули подошел уже вплотную к Обдорску, остановившись в версте от села у хлебных магазинов. По зову посыльных сюда прибыл князь Тайшин. Ваули ещё раз заявил Тайшину, что лишает его обдорского княжения. Тот ответил изъявлением покорности и учтивым приглашением Пиеттомина к себе в дом, где уже собрались в ожидании родовые старшины.
Ваули въехал в Обдорск с дружиной из 40 человек (остальным велел понемногу подъезжать). Половину людей он оставил у княжеского дома у нарт, на которых под шкурами было спрятано вооружение — несколько ружей, копья на шестах и луки со стрелами. Приказав им быть начеку и, при нападении, постараться передать ему и его товарищам оружие. Ваули с двадцатью товарищами вошел в юрту к князю Тайшину. Вооружены они были одними ножами. В присутствии родовых старшин Ваули потребовал от Тайшина дани и объявил князю смертный приговор. Пока шли переговоры, в дом князя дважды приходили посыльные от исправника Скорнякова и передавали Пиеттомину приглашение пожаловать к нему в гости. Наконец, Скорняков явился сам.
Неожиданное появление Скорнякова удивило и привело в замешательство Пиеттомина и его сподвижников. Исправник Скорняков, воспользовавшись их замешательством, взял Ваули за руку и повёл к себе. Ваули, видя, что его заманили в ловушку, попытался бежать, но, по знаку, поданному исправником, был схвачен. Один из сторонников Ваули бросился с ножом на Скорнякова, но урядник Шахов подкачил к нему и ударил сообщника Пиеттомина по руке саблей, и вышиб у него нож, этим действием он спас исправнику жизнь.
По версии М. Е. Бударина, Ваули побежал к своим нартам, где под шкурами было спрятано оружие, но был перехвачен подоспевшими казаками. Короткая схватка закончилась тем, что Пиеттомин был жестоко избит и на руках унесен в дом исправника. Его скрутили веревками и заковали в кандалы. Тем временем казаки и обдорцы, созванные исправником, отнимали у сторонников Ваули ножи, ломали укрытое в нартах оружие, разгоняли оленные упряжки, ловили сообщников. Погибших не было.
Позднее об удавшихся и неудавшихся замыслах Ваули ходило немало предположений. Одной из загадок для русских властей осталась преданность туземцев своему мятежному вождю. По официальному заключению, эти люди были обольщены Пиеттомином и боялись ослушаться его как сильного и дерзкого человека. Касательно неосуществленных планов мятежников на допросах открылось, что они намерены были ночью напасть на Обдорск, поджечь церковь и идти по домам закалывать русских и, разграбив их, удалиться за реки Таз и Енисей.
Дело Ваули приобрело широкую огласку. Сведения о нём дошли до военного министра России графа Чернышева и были переданы императору Николаю I. По результатам следствия генерал-губернатор Западной Сибири князь Горчаков повелел Приказу о ссыльных предписать Ваули Пиеттомина назначить в Восточную Сибирь. Оттуда Ваули уже не вернулся.

## Банда Пани Ходина
После ареста Ваули его приверженцы, оставшиеся на свободе, организовались в новую банду. Во главе её встал Пани Ходин, брат сосланного на каторгу Майра Ходина. Следуя тактике Ваули, Пани запрещал туземцам платить ясак, призывал не подчиняться властям, отнимал у своих противников оленей. Новый очаг мятежа находился все на той же Низовой стороне. Ходины, вняв опыту предшественника, разбили своё становище подальше от Обдорска на границе Березовского и Туруханского округов у р. Таз.
Енисейский гражданский губернатор, которому было направлено обращение о поимке мятежников, отказался решать проблему мятежников, сославшись на неудобства дороги из Туруханска за 700 верст до реки Таз. Дело снова взял на себя князь Тайшин. Он предложил направить из Обдорска карательный казачий отряд числом в 30 человек (в «банде» насчитывалось 8) и даже взять с собой пушку.
Но и план обдорского князя не осуществился. Как следует из отчета обдорского отдельного заседателя, при поимке грабителей некоторым из них были вывихнуты или сломаны кисти рук вследствие сопротивления, а также из боязни, чтобы они, освободившись, не нанесли вреда виновникам их гибели. Захват «банды» был произведен группой самоедов с участием одного остяка. Сам Пани Ходин пострадал больше всех: его левая рука (а также пальцы) была вывернута и вскоре истощена «до иссушения». Он «слыл между самоедами шаманом и колдуном», и «следовало ему повредить пальцы, чтобы он ворожбой не мог причинить какого-либо вреда поимщикам».
Об участи содержавшихся в Березовском тюремном отделении разбойников известно лишь, что трое из них, в том числе шаман Пани Ходин, изъявили желание принять христианскую веру и были окрещены помощником кондинского миссионера иеромонахом Аверкием. Пани под новым именем Иван ещё долгое время находился на излечении в инородческой больнице Березова.
Возможно, части мятежников удалось (или пришлось) осуществить намерение «удалиться за реки Таз и Енисей». Не исключено, что именно они были зачинщиками битвы с энцами на оз. Туручедо (приблизительно в 1849—1850 гг.). По преданию энцев, на Енисей пришли самоеды, не желавшие платить ясак и находиться в зависимости от обдорской управы.
У гыданских ненцев сохранилось предание о шамане Тогой Пани (Пани Ходине), которого посадили в Омский острог, затем убили и зарыли в землю, что, по ненецким представлениям, является святотатством. Но Тогой якобы воскрес, обрел в подземелье союзника — самого Нга — и вместе с ним вернулся в тундру. За десять лет, которые шаман простоял под землей, он оброс белой шерстью и стал великаном. Его фигуру, превосходящую по высоте чум, уже не раз замечали в тундре, следы его огромных ног обнаруживали на снегу и на песке. Тот, кто видел его спутника Нга, падал замертво. Тогой Пани вернулся, чтобы сначала найти и погубить предавшего его соплеменника, а затем расправиться со всеми пришельцами.

## Оценка мятежа и его действующих лиц
Образ народного героя Ваули в советскую эпоху во многом сконструирован на представлении о якобы классовой ненависти к царизму угнетенных туземцев, а также благодаря литературному таланту Ивана Ф. Ного и Михаила Е. Бударина. Последним создана целостная концепция восстания Ваули Ненянга на основе материалов Омского архива (прежде всего на «Краткой выписки из дела комиссии, учрежденной в Березовском крае, о возмущении инородцев Обдорского отделения»).
До революции мятеж Ваули числился среди наиболее памятных тундровых происшествий. Через полвека после восстания (в 1908 г.) старик Сэкоди Окотэтта сказал об одном полусгнившем сядае, что он был установлен на святилище ещё «до Ваули».
Между тем в устной истории ненцев фигура Вавлё вызывает далеко не однозначную оценку. Иногда по отношению к нему высказывается осуждение: «Разбойник, грабил добрых людей», иногда одобрение: «Большой шаман, всех в страхе держал». Идеологический портрет Ваули как защитника угнетенных в среде коренного населения не слишком популярен (например: «Сам Ваули был богатым, бедный не может в тундре стать вождем»), чаще он выступает олицетворением боевого духа ненцев.

## Мятеж Ваули в культуре
Мятежу Ваули посвящены литературные произведения:
- Пьеса И. Ного «Ваули»,
- Книга М. Бударина «Сын племени Неняйгов»,
- Повесть М. К. Анисимковой «Ваули».
- Роман «Я буду всегда с тобой» Александра Етоева был вдохновлён этим событием (вошел в 2022 году в шорт-лист премии «Национальный бестселлер».)[1].